# Pseudomys nanus
Pseudomys nanus és una espècie de mamífer rosegador de la família dels múrids. És endèmic d'Austràlia. Els seus hàbitats naturals són els herbassars i les zones d'eucaliptus amb sòls volcànics i laterítics. És una espècie en risc mínim, és a dir, no sembla que hi hagi cap amenaça significativa per a la seva supervivència. El seu nom específic, nanus, significa ‘nan’ en llatí.